# Моенн-Локкоз, Нелли
Нелли Моенн-Локкоз (фр. Nelly Moenne-Loccoz, 9 апреля 1990, Анси Франция) — французская сноубордистка, выступающая в дисциплине сноубордкросс.
- Серебряный призёр Чемпионата мира 2011 в сноуборд-кроссе;
- Победительница и многократный призёр этапов Кубка мира;
- Серебряный призёр общего зачёта Кубка мира в сноуборд-кроссе 2012-2013;
- Многократный призёр и победительница этапов Кубка Европы;
- Двукратный бронзовый призёр Чемпионатов Франции.

## Ссылки

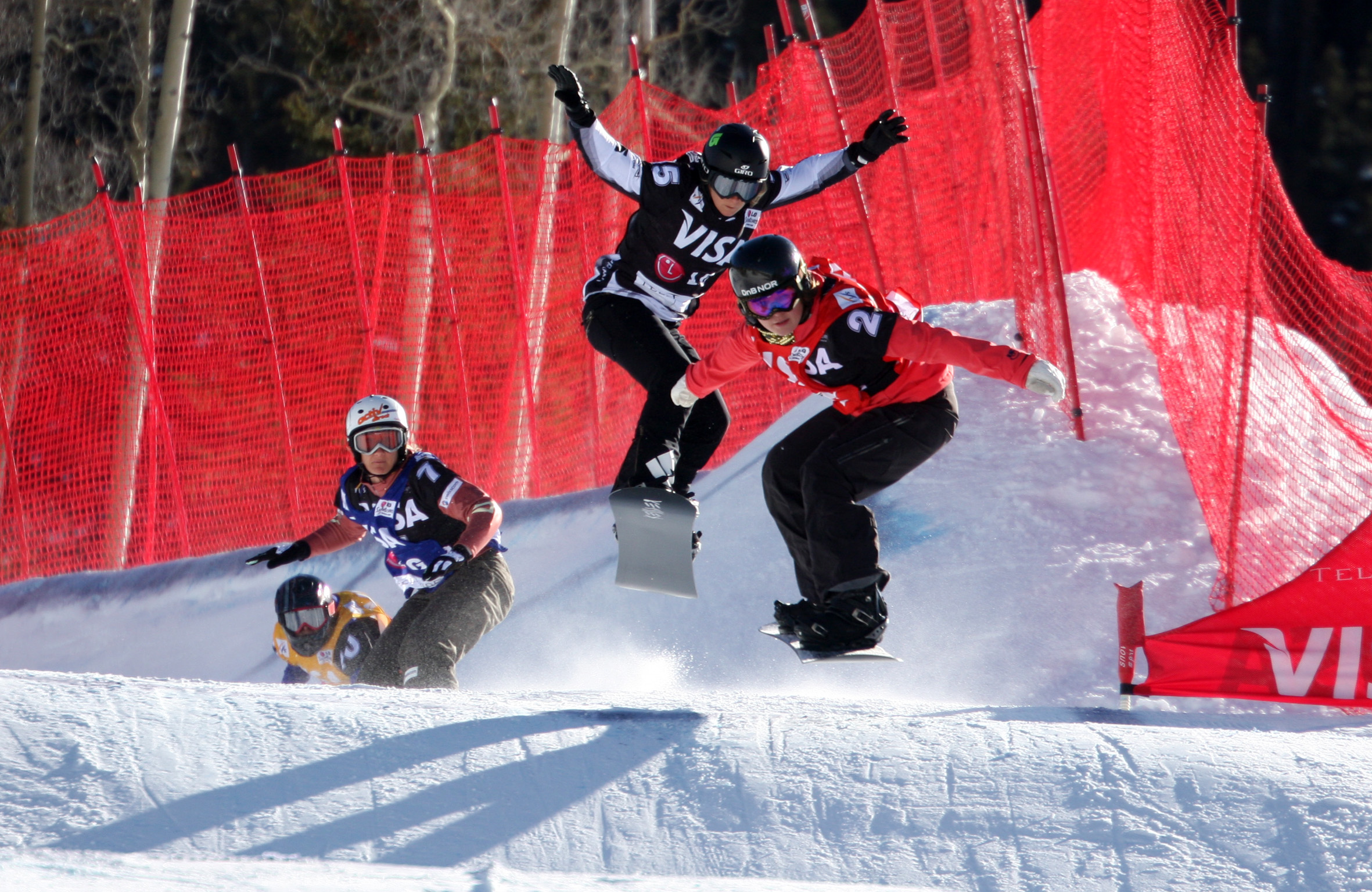
Хелене Олафсен (ведёт), Александра Жекова, Таня Фриден, Нелли Моенн-Локкоз. Тельюрайд, 19.12.2009, четвертьфинал